# Mark Schmidt
Mark Schmidt (* 1978) ist ein deutscher Sportmediziner. Weltweite Bekanntheit erlangte er durch seine Verwicklungen in große Dopingskandale seit 2008. Im Januar 2021 wurde er von Landgericht München II wegen Blutdopings an Winter- und Radsportlern zu einer mehrjährigen Haftstrafe verurteilt.

## Werdegang
Schmidt besuchte die Kinder- und Jugendsportschule Erfurt und studierte ab 1996/97 Medizin an der Justus-Liebig-Universität Gießen. Nachdem er in seiner Jugend bereits aktiver alpiner Skisportler war, promovierte er später auf dem Gebiet der Leistungsdiagnostik. Nach seinem Abschluss erhielt er 2006 den Posten des Team-Arztes beim Radsportteam Gerolsteiner. Nach dem dortigen Doping-Skandal 2008 und der damit verbundenen Auflösung des Teams erhielt Schmidt eine Stelle als Arzt beim deutschen Radsportteam Team Milram. Dabei hatte ihn der Radsportler Bernhard Kohl zuvor des Dopings beschuldigt, was er jedoch bestritt. Aufgrund der Anschuldigungen wurde Schmidt dennoch vom Team Milram freigestellt und später entlassen. Vier Jahre später sagte auch der ehemalige Gerolsteiner-Profi Stefan Schumacher gegen Schmidt aus. Im April 2013 eröffnete die Doping-Schwerpunktstaatsanwaltschaft Freiburg gegen Schmidt und seinen Kollegen Ernst Jakob Ermittlungsverfahren, die jedoch ohne Ergebnis verliefen. Als Zeugen im Schumacher-Prozess schilderten aber Schmidt und Jakob diverse Maßnahmen zur Leistungssteigerung.
2014 absolvierte Schmidt im Rahmen eines Stipendiums der „Stiftung zur Förderung ambulanter ärztlicher Versorgung in Thüringen“ eine Weiterbildung zum niedergelassenen Arzt mit der „Zusatzbezeichnung Sportmedizin“. Danach betrieb er gemeinsam mit seiner Mutter Heidrun Schmidt eine Praxis in Erfurt, die die Mutter als Allgemeinmedizinerin bereits 1991 eröffnet hatte. Bis Ende 2018 führte der Landessportbund Thüringen die Praxis als „lizenzierte sportmedizinische Untersuchungsstelle“. Am 28. Februar 2019 wurde der Praxis offiziell die Lizenz entzogen.

### Verurteilung wegen Beteiligung am Blutdoping
Am 27. Februar 2019 erfolgte im Rahmen der „Operation Aderlass“ eine durch den Zoll durchgeführte Razzia und damit verbunden die Festnahme von Schmidt und einem seiner Mitarbeiter in seiner Praxis. Die Geschäftsräume wurden durchsucht und dabei umfangreiches Beweismaterial wie Blutbeutel mit Tarnnamen sichergestellt. Einige der sichergestellten Gerätschaften, wie eine Zentrifuge, hatte Schmidt von Stefan Matschiner erhalten, der ebenfalls in einen Dopingskandal in Österreich verwickelt war.
Vor Ort in Seefeld wurden im Rahmen der Durchsuchungen bei den Nordischen Skiweltmeisterschaften 2019 neben den fünf Skilangläufern Dominik Baldauf, Max Hauke (beide Österreich), Andreas Veerpalu, Karel Tammjärv (beide Estland) und Alexei Poltoranin (Kasachstan) auch die Thüringerin Diana S. und Schmidts Vater Ansgard festgenommen. Für beide wurde die Auslieferung nach Deutschland verfügt. Schmidts Vater war Vorsitzender des Schiedsgerichtes im Landessportbund Thüringen und bis Mitte 2017 Mitarbeiter der Erfurter Anwaltskanzlei Spilker & Collegen, wo auch Heinz-Jochen Spilker arbeitete, der in den 1980er nach seiner Tätigkeit als Bundestrainer wegen Anabolika-Dopings an Sprinterinnen verurteilt worden war.
Bis zum 24. März 2019 konnte die Schwerpunktstaatsanwaltschaft für Dopingkriminalität in München 21 Athleten als Kunden von Schmidt identifizieren. Im Mai 2019 sagte auch der Ex-Profi und Schweizer Nationaltrainer Danilo Hondo aus, seit 2011 von Schmidt mit Blutdoping behandelt worden zu sein.
Seit September 2020 fand im sog. Aderlass-Prozess die gerichtliche Aufarbeitung der Doping-Vorwürfe gegen Schmidt statt. Am 15. Januar 2021 verurteilte ihn das Landgericht München II wegen Sportbetrugs und gefährlicher Körperverletzung zu vier Jahren und zehn Monaten Haft, verbunden mit einem Berufsverbot von drei Jahren und einer Geldstrafe von 158.000 Euro. Auch Schmidts Helfer, der Handwerker Dirk Q., wurde mit einer Haftstrafe von zwei Jahren und vier Monaten belegt, während die Krankenschwester Diana S. eine Bewährungsstrafe von einem Jahr und vier Monaten erhielt. Der Notfallsanitäter Sven M. und Schmidts Vater wurden zur Zahlung von Geldstrafen verurteilt. Involvierte Athleten wurden in ihren Heimatländern separat angeklagt und zumeist zu Bewährungsstrafen verurteilt, dazu zählten die österreichischen Radrennfahrer Stefan Denifl und Georg Preidler. Der Dopingexperte Hajo Seppelt stufte das Urteil als Fortschritt in der Bekämpfung des Betrugs im Sport ein.
Am 16. Mai 2022 wurde Schmidt vorzeitig aus der Haft entlassen.